# Station Wisła Obłaziec
Station Wisła Obłaziec is een spoorwegstation in de Poolse plaats Wisła.